# Sahaliyania
Sahaliyania – rodzaj dinozaura z rodziny hadrozaurów (Hadrosauridae). Jego szczątki odnaleziono w późnokredowych (mastrycht) osadach w chińskiej prowincji Heilongjiang, w pobliżu rzadszych skamieniałości hadrozauryna z rodzaju Wulagasaurus. Sahaliyania – nazwana w 2008 przez Pascala Godefroit i współpracowników – jest jednym z kilku hadrozaurów odkrytych w rejonie rzeki Amur (chiń. Heilongjiang) po roku 2000. Jedynym gatunkiem rodzaju jest Sahaliyania elunchunorum. Nazwa Sahaliyania pochodzi od mandżurskiego słowa „czarny” (w odniesieniu do Amuru), zaś epitet gatunkowy honoruje lud Oroków.
Holotypem Sahaliyania jest częściowo zachowana czaszka (GMH W453). Godefroit et al. do tego rodzaju przypisali wiele innych kości odnalezionych na cmentarzysku w formacji Yuliangze – większą część czaszki, kości obręczy barkowej, kość ramienną i kość miedniczną. Od innych hadrozaurów odróżnia przedstawicieli tego rodzaju szereg cech budowy anatomicznej. Analiza filogenetyczna wykazała, że Sahaliyania jest lambeozaurynem o bliżej niesprecyzowanym pokrewieństwie.